# Botola 2017-18
La Botola 2017-18, fue la 62a edición de la Liga de Fútbol de Marruecos. En dicha temporada, participan dieciséis equipos, los catorce mejores de la pasada, más dos provenientes de la segunda división. El actual campeón es el Ittihad Tanger.
El torneo se disputa mediante el sistema de todos contra todos, donde cada equipo jugará contra los demás dos veces, una como local, y otra como visitante. Cada equipo recibe tres puntos por partido ganado, un punto en caso de empate, y ninguno si pierde.
En esta edición, el campeón y subcampeón obtienen un lugar en la Liga de Campeones de la CAF. El tercer equipo clasificará a la Copa Confederación de la CAF y el cuarto clasificará a la Copa de Clubes del Mundo Árabe
Los equipos que queden ubicados en las últimas dos posiciones descenderán automáticamente a la segunda división.

## Ascensos y descensos
Un total de 16 equipos disputan la liga, los clubes Kasba Tadla y KAC Kénitra descendidos la temporada anterior son reemplazados para este torneo por el campeón y subcampeón de la Botola 2, el Rapide Oued Zem y el Racing de Casablanca respectivamente.
| Pos. | Descendidos de la Botola 2016-17 |
| ---- | -------------------------------- |
| 15.º | Kasba Tadla                      |
| 16.º | KAC Kénitra                      |

| Pos. | Ascendidos de la Botola 2 2016-17 |
| ---- | --------------------------------- |
| 1.º  | Rapide Oued Zem                   |
| 2.º  | Racing de Casablanca              |

## Equipos temporada 2017-18

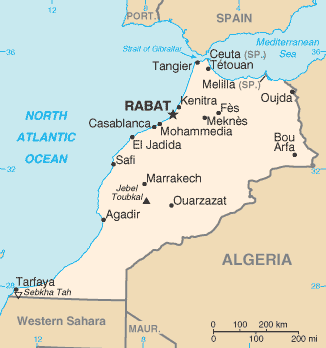
Marruecos.

| Club                  | Ciudad     | Estadio                     | Capacidad |
| --------------------- | ---------- | --------------------------- | --------- |
| Chabab Atlas Khénifra | Khénifra   | Stade Municipal de Khénifra | 5,000     |
| Chabab Rif Al Hoceima | Al Hoceima | Stade Mimoun Al Arsi        | 12,000    |
| Difaâ El Jadidi       | El Jadida  | Stade El Abdi               | 15,000    |
| FAR Rabat             | Rabat      | Stade Moulay Abdellah       | 52,000    |
| Fath Union Sport      | Rabat      | Stade de FUS                | 15,000    |
| Hassania Agadir       | Agadir     | Stade d'Agadir              | 45,480    |
| IR Tanger             | Tanger     | Grand Stade de Tanger       | 45,000    |
| Kawkab Marrakech      | Marrakech  | Stade de Marrakech          | 45,240    |
| Moghreb Tétouan       | Tétouan    | Stade Saniat Rmel           | 15,000    |
| Olympic Safi          | Safi       | Stade El Massira            | 10,000    |
| Olympique Khouribga   | Khouribga  | Complexe OCP                | 10,000    |
| Racing de Casablanca  | Casablanca | Stade Père-Jégo             | 10,000    |
| Raja Casablanca       | Casablanca | Stade Mohamed V             | 67,000    |
| Rapide Oued Zem       | Oued Zem   | Stade Municipal de Oued Zem | 3,000     |
| RSB Berkane           | Berkane    | Stade Municipal de Berkane  | 15,000    |
| Wydad Casablanca      | Casablanca | Stade Mohamed V             | 67,000    |

Fuente: Soccerway.com

## Tabla de posiciones
- Actualización final el 21 de mayo de 2018[1]

| Pos. | Equipo                    | Pts. | PJ | G  | E  | P  | GF | GC | Dif. | Clasificación o descenso                 |
| ---- | ------------------------- | ---- | -- | -- | -- | -- | -- | -- | ---- | ---------------------------------------- |
| 1    | IR Tanger (C)             | 52   | 30 | 14 | 10 | 6  | 34 | 23 | +11  | Clasifica a CAF Champions League         |
| 2    | Wydad Casablanca          | 51   | 30 | 14 | 9  | 7  | 44 | 26 | +18  | Clasifica a CAF Champions League         |
| 3    | Hassania Agadir           | 51   | 30 | 13 | 12 | 5  | 40 | 22 | +18  | Clasifica a Copa Confederación de la CAF |
| 4    | FUS Rabat                 | 49   | 30 | 13 | 10 | 7  | 34 | 26 | +8   |                                          |
| 5    | Difaâ El Jadidi           | 48   | 30 | 13 | 9  | 8  | 49 | 33 | +16  |                                          |
| 6    | Raja Casablanca           | 48   | 30 | 13 | 9  | 8  | 45 | 33 | +12  |                                          |
| 7    | Olympic Safi              | 43   | 30 | 10 | 13 | 7  | 32 | 28 | +4   |                                          |
| 8    | FAR Rabat                 | 43   | 30 | 11 | 10 | 9  | 35 | 34 | +1   |                                          |
| 9    | RSB Berkane               | 41   | 30 | 11 | 8  | 11 | 36 | 34 | +2   |                                          |
| 10   | Rapide Oued Zem           | 37   | 30 | 10 | 7  | 13 | 27 | 31 | −4   |                                          |
| 11   | Moghreb Tétouan           | 36   | 30 | 10 | 6  | 14 | 24 | 35 | −11  |                                          |
| 12   | Olympique Khouribga       | 35   | 30 | 9  | 8  | 13 | 37 | 47 | −10  |                                          |
| 13   | Chabab Rif Al Hoceima     | 33   | 30 | 7  | 12 | 11 | 27 | 31 | −4   |                                          |
| 14   | Kawkab Marrakesh          | 32   | 30 | 8  | 8  | 14 | 29 | 47 | −18  |                                          |
| 15   | Chabab Atlas Khénifra (D) | 29   | 30 | 6  | 11 | 13 | 30 | 41 | −11  | Descenso a la Botola 2                   |
| 16   | Racing de Casablanca (D)  | 17   | 30 | 3  | 8  | 19 | 22 | 54 | −32  | Descenso a la Botola 2                   |

 Fuente: frmf.ma
Criterios de clasificación: 1) Puntos; 2) puntos entre sí; 3) diferencia de goles; 4) Goles marcados

## Goleadores
- Actualizado al 21 mayo de 2018
| Rank | Player               | Club                | Goles |
| ---- | -------------------- | ------------------- | ----- |
| 1    | Mouhssine Iajour     | Raja Casablanca     | 17    |
| 2    | Mehdi Naghmi         | IR Tanger           | 13    |
| 3    | Ayoub Kaabi          | RS Berkane          | 12    |
| 4    | Saimon Msuva         | Difaa El Jadida     | 11    |
| 5    | Zouhair El Moutaraji | Olympique Khouribga | 10    |
| 5    | Jalal Daoudi         | Hassania Agadir     | 10    |
| 7    | Ibrahim Bezghoudi    | FAR Rabat           | 9     |
| 7    | Mohamed Nahiri       | Wydad Casablanca    | 9     |
| 7    | Bilal El Megri       | Difaa El Jadida     | 9     |
| 7    | Hamid Ahaddad        | Difaa El Jadida     | 9     |